# 蛋白质复合体

驅動蛋白是一種充當分子生物機器的蛋白質。它使用纳米尺度的蛋白質域動力學。

蛋白质复合体（英語：protein complex）是有兩個以上功能相关的多肽链通过二硫键或其它蛋白质相互作用所形成的复合物。蛋白質複合物與多結構域酶 (multidomain enzymes) 不同，多結構域酶在單一多肽鏈中存在多個催化結構域。
蛋白质复合体是四級結構的一種形式。蛋白质复合体中的蛋白質透過非共價的蛋白質相互作用連接。這些复合体是許多（如果不是大多數）生物過程的基石。細胞由模組化超分子复合体組成，每個复合体都執行獨立的、離散的生物功能。
通过接近，酶複合物和底物之間結合相互作用的速度和選擇性可以大大提高，從而提高細胞效率。許多用於進入細胞和分離蛋白質的技術本質上都會破壞如此大型复合体，從而使確定复合体成分的任務變得複雜。
蛋白质复合体的例子包括用於分子降解的蛋白酶體和大多數RNA聚合酶。在穩定的复合体中，蛋白質之間的大疏水界面通常會掩蓋大於 2500 平方Å的表面積。
蛋白质复合体的種類繁多，許多種的性質與功能都還不為人所知，而成為蛋白質组研究的重要的研究對象。一般蛋白质复合体可區分為结构型的蛋白质复合体和功能型蛋白质复合体兩大類。

## 功能

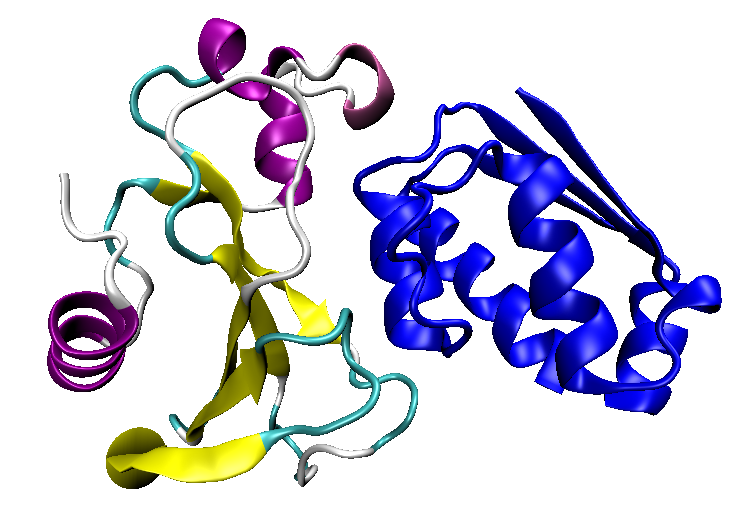
解澱粉芽孢桿菌Bacillus amyloliquefaciens 蛋白質複合體中的核糖核酸酶 Barnase（彩色）及其酶抑制劑（藍色）

蛋白质复合体的形成可以激活或抑制複合物成員中的一種或多種，並且以這種方式，蛋白质复合体的形成可以類似於磷酸化。單一蛋白質可以參與多種蛋白质复合体。不同的复合体執行不同的功能，並且同一复合体可以根據各種因素執行多種功能。因素包括：
- 細胞室位置
- 細胞週期階段
- 細胞營養狀況[來源請求]

許多蛋白质复合体已被充分了解，特別是在模式生物釀酒酵母(Saccharomyces cerevisiae)（酵母）中。對於這種相對簡單的生物體，蛋白质复合体的研究現已遍及基因組範圍，其大部分蛋白质复合体的闡明正在進行中。2021年，研究人員使用深度學習軟體RoseTTAFold和AlphaFold解析了712個真核生物複合體的結構。他們將6000種酵母蛋白與來自2026種其他真菌和4325種其他真核生物的蛋白質進行了比較。

## 同源多聚體和異源多聚體蛋白質
多聚體蛋白質的亞基可以與同源多聚體(homomultimeric, 或者, 同源寡聚體 homooligomeric)蛋白質中相同或與異源多聚體蛋白質中不同。許多可溶性蛋白和膜蛋白在細胞中形成同源多聚體複合體，蛋白質資料庫 (PDB) 中的大多數蛋白質都是同源多聚體。同源寡聚體負責許多途徑的多樣性和特異性，可以介導和調節基因表現、酵素活性、離子通道、受體和細胞黏附過程。
神經元質膜中的電壓門控鉀離子通道是異源多聚體蛋白質，由40個已知α亞基中的4個組成。亞基必須屬於同一亞家族才能形成多聚蛋白通道。通道的三級結構允許離子流過疏水性質膜。連接子 (connexon) 是由六個相同的連接蛋白 (Cx) 組成的同源多聚體蛋白質的一個例子。一簇連接子在兩個神經元中形成間隙連接，透過電突觸傳遞訊號。

### 基因內互補
當基因編碼的多肽的多個拷貝形成複合體時，這種蛋白質結構被稱為多聚體 (multimer)。當多聚體由特定基因的兩個不同突變型等位基因產生的多肽形成時，混合多聚體可以表現出比每個突變體單獨形成的未混合多聚體更大的功能活性。在這種情況下，這種現象稱為基因內互補（intragenic complementation, 也稱為等位基因間互補 intragenic complementation）。基因內互補已在多種生物的許多不同基因中得到證實，包括真菌粉色麵包黴菌、釀酒酵母和粟酒裂殖酵母；鼠傷寒沙門氏菌；病毒T4噬菌体、一種RNA病毒和人類。

## 参阅
- 蛋白质亚基
- 生物分子复合体